# 瓦梅纳
瓦梅纳是印度尼西亚高地巴布亚省的首府，位于查亚维查亚县，也是高地巴布亚省最大的城镇。2010年统计城镇人口31,724。
瓦梅纳也是所属的瓦梅纳区（印尼语：Distrik Wamena）首府，全区面积249.31km²，2010年统计人口62,552。

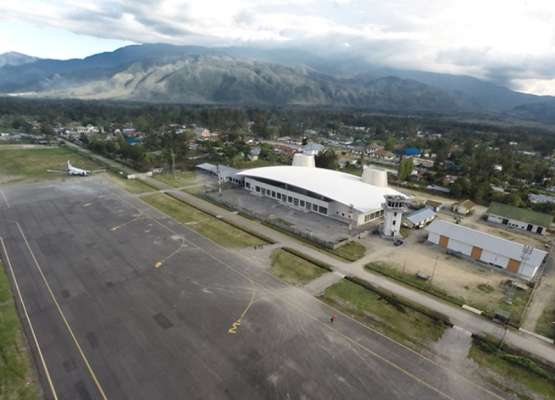
瓦梅纳机场

城镇位置相对隔离，进入瓦梅纳的主要方式是航空运输。城镇依靠机场格局发展，居民区紧贴着瓦梅纳机场。机场曾于2011年9月26日被火灾损坏。
跨巴布亚公路经过瓦梅纳。

## 资料来源
1. ↑  Biro Pusat Statistik, Jakarta, 2011.